# Pawieł Batow
Pawieł Iwanowicz Batow, ros. Павел Иванович Батов (ur. 20 maja?/1 czerwca 1897 we wsi Filisowo, pow. rybiński, gubernia jarosławska, zm. 19 kwietnia 1985 w Moskwie) – radziecki dowódca wojskowy, generał armii (1955), szef Sztabu Zjednoczonych Sił Zbrojnych Państw Stron Układu Warszawskiego (1962–1965), dwukrotny Bohater Związku Radzieckiego (1943, 1945), deputowany do Rady Najwyższej ZSRR 1., 2., 4., 5. i 6. kadencji.

## Życiorys
Urodził się w rodzinie chłopskiej. Od 1915 w armii carskiej. Walczył w I wojnie światowej w stopniu podoficerskim. Od sierpnia 1918 jako ochotnik służył w Armii Czerwonej. Uczestniczył w wojnie domowej w Rosji (1918–1920). Walczył w wojnie domowej w Hiszpanii (1936–1937) oraz w kampanii fińskiej (1939–1940).
W 1927 zakończył kurs „Wystrieł”, w 1950 Wyższy Kurs Akademicki w Akademii Sztabu Generalnego Sił Zbrojnych ZSRR. Od 1937 dowódca Korpusu. W 1939 roku dowodził 3 Korpusem Piechoty który 17 września wkroczył na terytorium państwa polskiego, wspierając wojska niemieckie i słowackie uczestniczące w agresji na Polskę. W latach 1940 do czerwca 1941 zastępca dowódcy Zakaukaskiego Okręgu Wojskowego. W czasie wojny radziecko-niemieckiej 1941–1945 zajmował stanowiska dowódcze. Początkowo był dowódcą IX Korpusu Piechoty (na czele którego latem 1941 miał dokonać desantu morskiego na wybrzeżu rumuńskim), następnie: zastępca dowódcy 51 Armii (czerwiec 1941 – styczeń 1942), zastępca dowódcy wojsk Krymu. Od grudnia 1941 do października 1942 dowódca 3 Armii i zastępca dowódcy Frontu Briańskiego do spraw formowania. Później dowodził 65 Armią w bitwach pod Stalingradem, Kurskiem, w bitwie o Dniepr, w operacjach na Białorusi i północnych ziemiach polskich, w tym w rejonie Serocka.
Uczestniczył w operacji pomorskiej, 6 marca 1945 dowodzone przez niego wojsko zdobyło Grudziądz po blisko dwumiesięcznym oblężeniu. 65 Armia, wchodząca w skład 2 Frontu Białoruskiego, zdobyła Szczecin 26 kwietnia 1945. Komendant wojenny Wałbrzycha i dowódca garnizonu Armii Czerwonej w tym mieście. Walczył w operacji berlińskiej.
Po wojnie Batow pełnił szereg funkcji w centralnych instytucjach Ministerstwa Obrony ZSRR. W latach 1955–1962 dowodził kolejno Przykarpackim i Nadbałtyckim Okręgiem Wojskowym. W latach 1962–1965 był szefem Sztabu Zjednoczonych Sił Zbrojnych Państw Stron Układu Warszawskiego. Wieloletni deputowany do Rady Najwyższej ZSRR, 1. i 2. oraz od 4. do 6. kadencji. 23 listopada 1965 w Grupie Inspektorów Sił Zbrojnych ZSRR.

## Twórczość
- W marszu i boju (1963)
- Operacja Odra (1965)[2].
- Niezawodna tarcza (1965)

## Odznaczenia i wyróżnienia
- Medal „Złota Gwiazda” Bohatera Związku Radzieckiego – dwukrotnie (30 października 1943, 2 czerwca 1945)
- Order Lenina – ośmiokrotnie (1937, 1940, 1943, 1945, 1957, 1967, 1977, 1982)
- Order Rewolucji Październikowej (1972)
- Order Czerwonego Sztandaru – trzykrotnie (1937, 1944, 1949)
- Order Suworowa I stopnia – trzykrotnie (1943, 1943, 1945)
- Order Kutuzowa I stopnia (1944)
- Order Bohdana Chmielnickiego I stopnia (1956)
- Order Wojny Ojczyźnianej I klasy (1985)
- Order „Za służbę Ojczyźnie w Siłach Zbrojnych ZSRR” III stopnia (1975)
- Order „Znak Honoru” (1936)
- Medal „Za obronę Stalingradu”
- Medal „Za wyzwolenie Warszawy”
- Medal „100-lecia urodzin Lenina”
- Medal „Za zwycięstwo nad Niemcami w Wielkiej Wojnie Ojczyźnianej 1941–1945”
- Medal jubileuszowy „Dwudziestolecia zwycięstwa w Wielkiej Wojnie Ojczyźnianej 1941–1945”
- Medal jubileuszowy „Trzydziestolecia zwycięstwa w Wielkiej Wojnie Ojczyźnianej 1941–1945”
- Medal jubileuszowy „XX lat Robotniczo-Chłopskiej Armii Czerwonej”
- Medal jubileuszowy „30 lat Armii Radzieckiej i Floty”
- Medal jubileuszowy „40 lat Sił Zbrojnych ZSRR”
- Medal jubileuszowy „50 lat Sił Zbrojnych ZSRR”
- Medal jubileuszowy „60 lat Sił Zbrojnych ZSRR”
- Medal „Weteran Sił Zbrojnych ZSRR”
- Honorowa Broń ze Złotym Godłem Państwowym ZSRR
- Order Bułgarskiej Republiki Ludowej II klasy – dwukrotnie (Bułgaria)
- Order Suche Batora (Mongolia)
- Order Czerwonego Sztandaru (Mongolia)
- Złoty Order Zasług dla Ojczyzny (NRD)
- Krzyż Srebrny Orderu Wojennego Virtuti Militari (Polska)
- Krzyż Komandorski Orderu Odrodzenia Polski (Polska)
- Order Krzyża Grunwaldu II klasy (Polska)
- Order Tudora Władimiresku I klasy (Rumunia)
- Order Czerwonego Sztandaru (Węgry)
- Krzyż Komandorski Orderu Imperium Brytyjskiego (Wielka Brytania)
- Honorowy Obywatel Szczecina (26 kwietnia 1965, pozbawiony tytułu uchwałą Rady Miasta Nr XXVIII/699/17 w dniu 28 marca 2017[3])
- Honorowy Obywatel Miasta Gdańska (1965, cofnięty 1990[4])
- Odznaka Honorowa Gryfa Pomorskiego (1965)[5]
- I inne